# Mistrzostwa Europy w Łyżwiarstwie Szybkim w Wieloboju 2016
113. Mistrzostwa Europy w łyżwiarstwie szybkim w wieloboju – zawody w łyżwiarstwie szybkim, które odbyły się w dniach 9–10 stycznia 2016 roku w stolicy Białorusi, Mińsku. Kobiety startowały w zawodach tego cyklu po raz 41. Zawody rozgrywano na stadionie łyżwiarskim przy Mińsk-Arenie.
Tytuł mistrza Europy obronił Holender Sven Kramer, a wśród kobiet Czeszka Martina Sáblíková wyprzedziła triumfatorkę z 2015 roku – Holenderkę Ireen Wüst.

## Wyniki

### Mężczyźni
| Pozycja | Zawodnik          | 500 m      | 5000 m       | 1500 m       | 10 000 m     | Suma pkt. |
| ------- | ----------------- | ---------- | ------------ | ------------ | ------------ | --------- |
| 01 !    | Sven Kramer       | 36.56 (4)  | 6:19.17 (1)  | 1:48.08 (5)  | 13:11.98 (1) | 150.102   |
| 02 !    | Bart Swings       | 36.73 (9)  | 6:24.91 (3)  | 1:46.41 (2)  | 13:15.47 (2) | 150.464   |
| 03 !    | Jan Blokhuijsen   | 36.57 (5)  | 6:22.36 (2)  | 1:48.79 (9)  | 13:22.14 (3) | 151.176   |
| 4.      | Håvard Bøkko      | 36.63 (6)  | 6:31.62 (4)  | 1:48.87 (10) | 13:35.21 (4) | 152.842   |
| 5.      | Andrea Giovannini | 36.87 (11) | 6:32.22 (5)  | 1:48.97 (12) | 13:41.39 (5) | 153.484   |
| 6.      | Haralds Silovs    | 36.70 (7)  | 6:33.83 (6)  | 1:48.46 (6)  | 13:53.25 (6) | 153.898   |
| 7.      | Jan Szymański     | 37.21 (16) | 6:34.43 (7)  | 1:47.48 (3)  | 13:57.27 (7) | 154.342   |
| 8.      | Sindre Henriksen  | 36.71 (8)  | 6:38.23 (10) | 1:48.56 (7)  | 14:16.64 (8) | 155.551   |
| 9.      | Dienis Juskow     | 36.23 (1)  | 6:35.81 (8)  | 1:45.18 (1)  | DNQ          | 110.871   |
| 10.     | Zbigniew Bródka   | 36.46 (2)  | 6:42.80 (15) | 1:48.05 (4)  | DNQ          | 112.756   |
| . ..    |                   |            |              |              |              |           |
| 21.     | Piotr Puszkarski  | 36.76 (10) | 6:51.77 (19) | DSQ          | –            | –         |

### Kobiety
| Pozycja | Zawodniczka            | 500 m      | 3000 m       | 1500 m       | 5000 m      | Suma pkt. |
| ------- | ---------------------- | ---------- | ------------ | ------------ | ----------- | --------- |
| 01 !    | Martina Sáblíková      | 39.98 (4)  | 4:03.79 (1)  | 1:57.00 (1)  | 6:58.44 (1) | 161.455   |
| 02 !    | Ireen Wust             | 39.90 (3)  | 4:07.32 (3)  | 1:57.01 (2)  | 7:10.65 (4) | 163.188   |
| 03 !    | Antoinette de Jong     | 39.76 (2)  | 4:09.00 (4)  | 1:58.80 (4)  | 7:11.83 (5) | 164.043   |
| 4.      | Marije Joling          | 40.33 (6)  | 4:07.14 (2)  | 1:58.90 (5)  | 7:10.10 (2) | 164.163   |
| 5.      | Natalja Woronina       | 40.46 (8)  | 4:09.61 (5)  | 2:01.46 (10) | 7:10.19 (3) | 165.566   |
| 6.      | Ida Njåtun             | 39.74 (1)  | 4:10.69 (6)  | 1:58.51 (3)  | 7:25.92 (7) | 165.616   |
| 7.      | Olga Graf              | 40.57 (11) | 4:16.06 (8)  | 1:59.00 (6)  | 7:23.33 (6) | 167.245   |
| 8.      | Francesca Lollobrigida | 40.57 (11) | 4:15.40 (7)  | 2:01.90 (11) | 7:38.11 (8) | 169.580   |
| 9.      | Jelizawieta Kazielina  | 40.18 (5)  | 4:16.13 (9)  | 2:00.02 (9)  | DNQ         | 122.874   |
| 10.     | Luiza Złotkowska       | 40.47 (9)  | 4:16.68 (10) | 1:59.40 (7)  | DNQ         | 123.050   |
| 11.     | Natalia Czerwonka      | 40.36 (7)  | 4:18.20 (12) | 1:59.57 (8)  | DNQ         | 123.249   |